# Threnetes
Threnetes és un gènere d'ocells de la subfamília dels fetornitins (Phaethorthinae) dins la família dels troquílids (Trochilidae). Aquests colibrís habiten la selva humida d'Amèrica Central i del Sud.

## Llista d'espècies
Se n'han descrit tres espècies dins aquest gènere:
- colibrí ermità cuabarrat (Threnetes ruckeri).
- colibrí ermità cuablanc (Threnetes leucurus).
- colibrí ermità de gorja taronja (Threnetes niger).